# 冰岛臭食

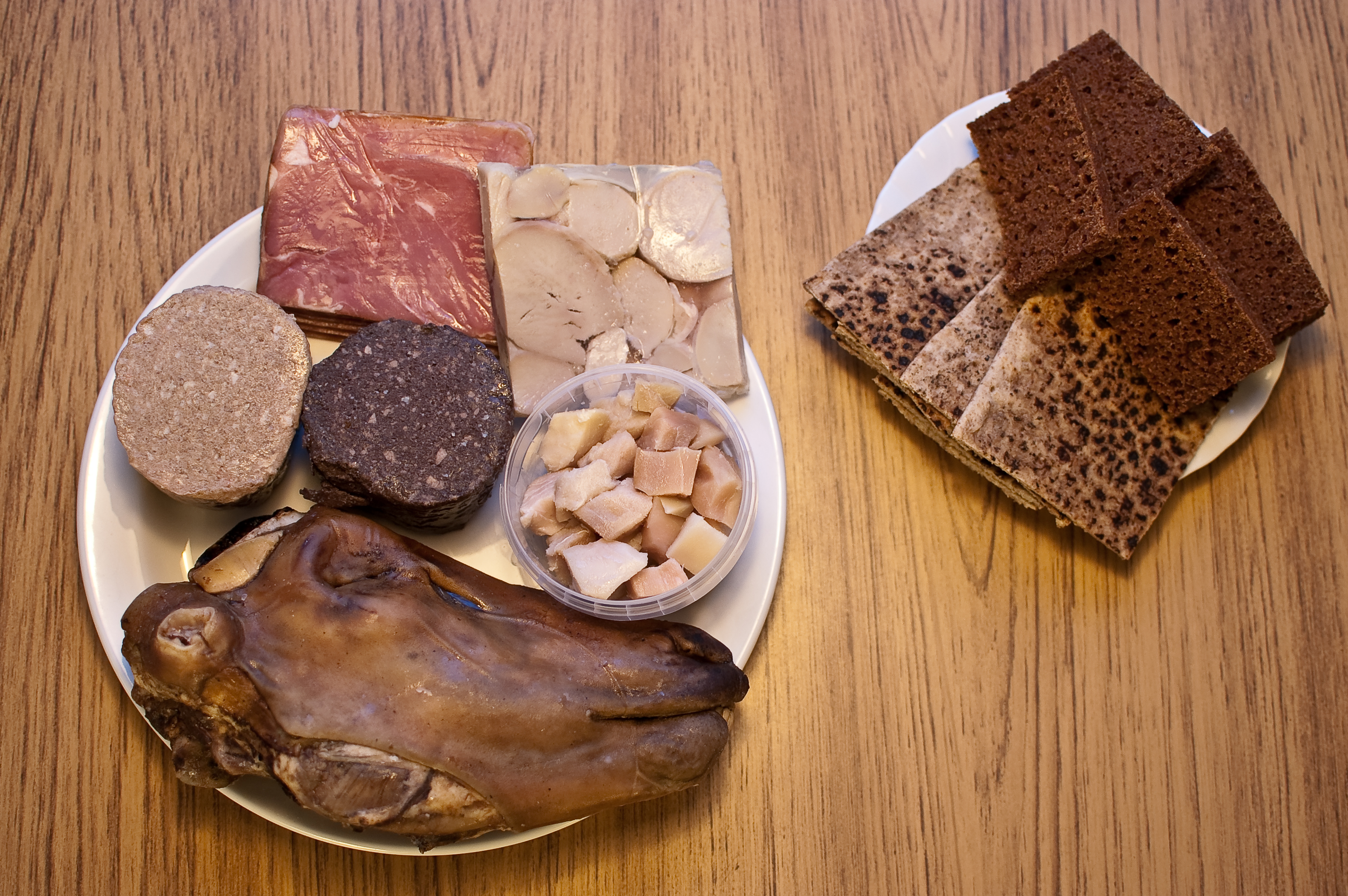
冰岛臭食，左边盘中从上至下、从左至右分别为熏羊肉、腌制公羊睾丸、肝香肠、血布丁、发酵鲨鱼肉与烤羊头，后边盘中则是地热黑裸麦面包与薄饼

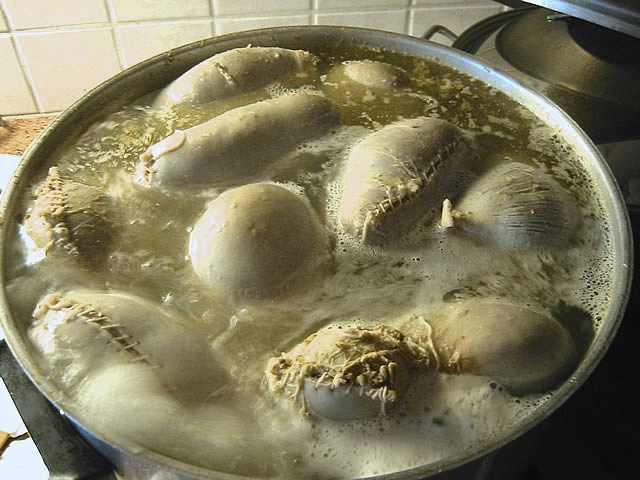
肝香肠

冰岛臭食（冰島語發音：[ˈθɔrːamatʏr̥]）是冰岛一些传统食物的集汇，是现时冰岛人每年仲冬庆祝臭食节时的特色饮食。这一传统于1960年代起逐渐在冰岛流行开来。其名称源于冰岛旧历中冬季的第四个月索利月（Þorri），为每年一月中旬至二月中旬。的直译即为“索利月之食”。臭食节期间，冰岛各地的许多餐馆都会供应臭食自助餐。
冰岛臭食包括了许多按腌制、熏制等冰岛传统方式制作的食物，如发酵鲨鱼肉（hákarl）、腌制公羊睾丸（hrútspungar）、烤羊头（svið）、血布丁（blóðmör）、肝香肠（lifrarpylsa）、熏羊肉（hangikjöt）、地热黑裸麦面包（rúgbrauð）等。此外，一般还会配有冰岛的特色烈酒黑死酒。